# Elecciones al Parlamento Europeo de 1999 (Grecia)
En las elecciones al Parlamento Europeo de 1999 en Grecia, celebradas en junio, se escogió a los 25 representantes de dicho país para la quinta legislatura del Parlamento Europeo.

## Resultados
| Datos de participación | Datos de participación | Datos de participación |
| ---------------------- | ---------------------- | ---------------------- |
| Censo electoral        | 9.555.326              | 100%                   |
| Votantes               | 6.712.684              | 70,3                   |
| Abstención             | 2.842.642              | 29,7                   |
| A candidatura          | 6.429.036              |                        |

| ← Elecciones al Parlamento Europeo de 1999 →                               |           |       |         |
| Partido                                                                    | Votos     | %     | Escaños |
| Nueva Democracia (ND)                                                      | 2.314.371 | 36,00 | 9       |
| Movimiento Socialista Panhelénico (PASOK)                                  | 2.115.844 | 32,91 | 9       |
| Partido Comunista de Grecia (KKE)                                          | 557.365   | 8,67  | 3       |
| Movimiento Social Democrático (DIKKI)                                      | 440.191   | 6,85  | 2       |
| Coalición de la Izquierda y del Progreso (SYN)                             | 331.928   | 5,16  | 2       |
| Primavera Política (POLAN)                                                 | 146.512   | 2,28  | 0       |
| Oi Filelftheroi (FILEL.)                                                   | 103.962   | 1,62  | 0       |
| Ellinon Kinigon (KYNIGOI)                                                  | 64.194    | 1,00  | 0       |
| LOIPA (LOIPA)                                                              | 57.219    | 0,89  | 0       |
| Unión de Centristas (EN.KENT)                                              | 52.512    | 0,82  | 0       |
| Proti Grammi (PROTI GR.)                                                   | 48.532    | 0,75  | 0       |
| Kollatos - Anexartito Politiko Kinima - Ecologiko Elliniko (KOLLATOS)      | 42.456    | 0,66  | 0       |
| ELL.OIK. (ELL.OIK.)                                                        | 30.684    | 0,48  | 0       |
| PAK (PAK)                                                                  | 21.274    | 0,33  | 0       |
| Partido Comunista Marxista-Leninista de Grecia (M-L KKE)                   | 16.782    | 0,26  | 0       |
| Komma Ellinismou (KOM.ELL.)                                                | 16.608    | 0,26  | 0       |
| Oikilogoi Enallaktikoi (Chatzipanagiotou) (OIK.EN.XATZ.)                   | 14.335    | 0,22  | 0       |
| LEYKO (LEYKO)                                                              | 14.266    | 0,22  | 0       |
| M.P.A. (M.P.A.)                                                            | 10.884    | 0,17  | 0       |
| Partido Socialista Combatiente de Grecia (ASKE)                            | 9.840     | 0,15  | 0       |
| Frente Helénico (ELL.MET.)                                                 | 7.693     | 0,12  | 0       |
| Ouranio Toxo (OYR.TOXO)                                                    | 4.951     | 0,08  | 0       |
| Organización por la Reconstrucción del Partido Comunista de Grecia (OAKKE) | 4.600     | 0,07  | 0       |
| ANTH.DIK (ANTH.DIK.)                                                       | 1.201     | 0,02  | 0       |
| Ecologistas Alternativos (OIK.EN.SCHZ.)                                    | 832       | 0,01  | 0       |